# Bundesautobahn 985
Bundesautobahn 985 (Abkürzung: BAB 985) – Kurzform: Autobahn 985 (Abkürzung: A 985) – war der Projektname einer geplanten Autobahn von Waltenhofen nach Sonthofen. Diese Planung wurde 1976 verworfen. Auf der Trasse wurde stattdessen die Bundesstraße 19 vierspurig ausgebaut. Die Anschlussstelle Waltenhofen ist teilweise ampelgeregelt ausgeführt.